# Castillo de Kirkwall
El castillo de Kirkwall era una fortificación del siglo XIV, en Kirkwall (islas Orkney, Escocia). Construido en 1379, con muros de 11 pies (3 m) de grosor, fue demolido en 1615 tras ser sitiado el año anterior por el conde de Caithness, quien afirmó que se trataba de una de las fortificaciones más fuertes de Gran Bretaña.
Estaba ubicado al oeste del catedral de San Magnus.